# Карбонізат
Карбонізат (англ. char) - твердий  продукт  розкладу (карбонізації)  натуральних  чи
синтетичних органічних матеріалів. Якщо його прекурсор не проходить  через  рідку  фазу  при  нагріванні,  то  звичайно зберігається  форма  вихідного  матеріалу (хоч  дещо  в зменшених  розмірах). Так  матеріали  називають  псевдоморфними. 